# Amfetamin
Amfetamin je kemična snov, njeno ime pa se hkrati uporablja tudi kot krovno ime za skupino kemičnih snovi, ki so medsebojno kemično sorodne, vendar povzročajo različne učinke. Amfetamini zvišujejo ravni noradrenalina, serotonina in dopamina v možganih. Aktivna dekstroizomera amfetamina je dekstroamfetamin, ki skupaj z metamfetaminom sestavlja skupino drog z zelo podobnimi farmakološkimi lastnostmi, ki vključuje "ulične droge", kot je MDMA ali ekstazi. Fenfluramin, čeprav kemijsko podoben, ima nekoliko drugačne farmakološke učinke. 
Amfetamin je bel, kristalen prašek grenkega okusa, delno topen v vodi. Najnevarnejša oblika uživanja je injeciranje in se hitro sprevrže v odvisnost. Uporabniki amfetamina se počutijo močnejše, samozavestnejše, nemirne, zgovorne in razdražljive. Ob večjih odmerkih se pojavijo občutki strahu, nezaupljivosti in halucinacije. Po dolgotrajni uporabi pride do depresije, povečanega krvnega tlaka in srčnega utripa, tresenja, poškodb ledvic in jeter, poškodb možganov.

## Zgodovina uporabe
Amfetamini so psihostimulanti, ki so bili konec 19. stoletja sintetično proizvedeni v kemičnih laboratorijih. Njihova uporaba je bila različna, izpostaviti pa je treba množično uporabo v vojnah 20. stoletja, saj so z njimi vojaki v bitkah lažje premagovali utrujenost in dosegali večjo predanost. Uporaba v zdravstvu je bila v preteklosti zelo različna. Medtem ko so se včasih uporabljali predvsem za premagovanje spanca in ohranjanje aktivnosti v daljših časovnih obdobjih, danes v javnih lekarnah niso več dostopni, uporaba v zdravstvene namene pa je vezana na bolnišnice. Danes se amfetamini zdravniško predpisujejo le še za nekatere motnje, kot so:
- patološka potreba po spanju ali huda oblika dnevne zaspanosti,
- otroška hiperaktivnost.

Posamična uporaba amfetaminov je v zelo specifičnih primerih - kot pomoč pri zmanjševanju telesne teže - pripomogla, da so bili dolga leta zelo sprejemljiva snov. Po obdobju poostrenega nadzora pa so se začeli zlorabljati kot droga za rekreativne namene, zlasti v kombinaciji z drugimi psihostimulanti in alkoholom. Danes amfetamine za črni trg proizvajajo v skrivnih kemijskih laboratorijih in preprodajajo prek ilegalne mreže.

### Načini uživanja
Najpogostejši način uživanja amfetaminov so tablete, kapsule, raztopine v ampulah in za injeciranje, čeprav se lahko uživajo tudi v drugi obliki, na primer njuhajo. Pogosto so amfetamini ena od snovi, ki se primešajo ( s slengu "presekajo") drugim sintetičnim drogam. 

## Vrste amfetaminov
Obstajajo tri skupine amfetamina in njemu sorodnih substanc:
- glavni amfetamini: amfetamin, dekstroamfetamin, metamfetamin, pemolin;
- amfetaminu sorodne substance: efedrin, fenilpropanolamin, khat, metkatinon, fenfluramin;
- sintetični amfetamin: ekstazi (MDMA in MDAE).

### MDMA
MDMA je najpogostejša psihoaktivna sestavina ekstazija, zato slednjega pogosto kar enačimo s tem amfetaminom. V uličnem jeziku mu pravijo tudi "Adam".

### MDEA
Tudi MDAE je pogosta psihoaktivna sestavina ekstazija. V uličnem jeziku mu pravijo "Eva".

### Speed
Med najpogostejšimi amfetamini je v svetu prepovedanih drog poznan sulfat amfetamina, v uličnem jeziku imenovan tudi speed. Običajno ga najdemo v prahu, njuha se kot kokain in ima zaradi načina uživanja tudi podobna tveganja, zlasti pogoste so poškodbe nosne sluznice in nosnega pretina. Speed in druge amfetamine poznamo tudi v ampulah in kapsulah.

## Farmakodinamika
Vse te snovi sproščajo monoamine iz živčnih končičev v možganih. Te snovi so substrati za nevronske privzemne prenašalce za noradrenalin, serotonin in dopamin. Povzročijo sproščanje teh mediatorjev in povzročajo akutne učinke, naštete spodaj. 
S podaljšano uporabo postanejo nevrotoksični. Povzročijo degeneracijo živčnih končičev, ki vsebujejo amine in lahko tudi celično smrt. Ta učinek se zgodi zaradi akumulacije reaktivnih metabolitov osnovne snovi v živčnih končičih. 
Verjamejo, da se tudi pri človeku zgodi, kar se je pokazalo na poskusnih živalih - dolgoročni stranski psihološki učinki pri rednih uživalcih amfetaminskih derivatov. 

## Farmakološki učinki
- Glavni učinki na osrednji živčni sistem amfetaminu podobnih snovi so:
  - lokomotorna stimulacija,
  - evforija in vznemirjenost,
  - stereotipno vedenje,
  - anoreksija.

- Amfetamini imajo tudi periferno simpatomimetično aktivnost, ki se kaže kot:
  - porast krvnega tlaka,
  - inhibicija gastrointestinalne motilitete.

Pri človeku amfetamin povzroči eforijo. Pri intravenskem vnosu je lahko tako intenzivna, da so jo opisalo kot "orgazmično". Osebe postanejo samozavestne, hiperaktivne in pogovorljive. Povečana je spolna želja. Amfetamin zmanjša utrujenost, tako fizično kot mentalno. Mnogo študij je pokazalo izboljšanje metalne in fizične zmogljivosti pri utrujenih osebah. Mentalna zmogljivost se izboljša za preproste naloge bolj kot za kompleksne. Metamfetamin so uporabljali za izboljšanje zmogljivosti vojakov, vojaških pilotov in drugih, ki morajo biti pozorni pod zelo utrujajočimi pogoji. 
Amfetamin je bil moderen kot sredstvo, s katerim so študentje želeli doseči boljšo koncentracijo pred in med izpiti. Vendar je izboljšanje zaradi zmanjšanja utrujenosti uničila napaka prevelike samozavesti.

## Toleranca in odvisnost
Če se uživanje amfetamina ponavlja nekaj dni zapored, kar se zgodi, ko uživalec  hoče vzdrževati evforični "high", ki je posledica enkratnega odmerka, se lahko razvije stanje amfetaminske psihoze, ki zelo spominja na akutni napad shizofrenije. Halucinacijam  se pridružijo tudi paranoidni simptomi in agresivno vedenje. Sočasno se lahko razvije tudi ponavljajoče se stereotipno vedenje (npr. poliranje  čevljev ali nizanje kroglic). Podobnost med tem stanjem in shizofrenijo ter učinki antipsihotikov v nadzorovanju tega, je konsistentna z dopaminsko teorijo shizofrenije.
Ko se uživanje droge za nekaj dni preneha, nastopi obodobje globokega spanja. Ko se oseba prebudi, se počuti letargično, depresivno, anksiozno, včasih celo suicidalno in lačno.
Celo en odmerek amfetamina, premajhen, da bi povzročil psihotične simptome, daje uživalcu občutji utrujenosti in depresivnosti. Ti kasnejši učinki so posledica upada normalnih zalog noradrenalina in dopamina. Jasnega dokaza za to ni.
Toleranca se razvije hitro za periferne simpatomimetične in anoreksične učinke amfetamina. Počasneje se razvije za druge učinke (lokomotorna stimulacija in stereotipno vedenje.) 
Odvisnost od amfetamina je posledica neprijetnih kasnejših učinkov, ki jih proizvaja in vztrajnega spominjanja evforije, kar vodi v željo po ponovitvi odmerka. Ni tako očitnih fizičnih odtegnitvenih simptomov, kot se pojavijo pri opiatih. Ocenjujejo, da samo 5% uživalcev preide v popolno odvisnost. Navadno povečujejo odmerek, ko se razvije toleranca. Nato se zgodijo nenadzorovani »zadetki«, ko uživalec jemlje drogo večkrat kot en dan in ostaja neprenehoma intoksiciran. V takšnih »zadetkih« se lahko zaužije velike količine droge. Tveganje za akutno toksičnost je visoko. Zahteva po drogi nadomesti vse druge pomisleke. 

## Farmakokinetika
Amfetamin se hitro absorbira iz prebavnega trakta in prosto preide v krvno-možgnasko pregrado. To stori hitreje kot drugi posredno deujoči simpatomimetični amini, kot sta efedrin ali tiramin. To razloži, zakaj ima bolj izražene učinke na osrednji živčni sistem kot te snovi. 
Amfetamin se nespremenjen večinoma izloča v urinu. Hitrost izločanja se poveča, ko je urin bolj kisel. 
Plazemski razpolovni čas variira v razponu od 5. pa tudi do 20 ali 30 ur. Odvisen je od pH-ja urina in urinskega pretoka. 

## Klinična uporaba in neželeni učinki
Glavna uporaba amfetamina je zdravljenje ADHD (hiperaktivnostna motnja s pomanjkanjem pozornosti). Posebno pri otrocih je metilfenidat uporabljen najpogosteje, kot alternative amfetaminu. Odmerki so nižjih od teh, ki povzročajo evforijo in druge stranske učinke. ADHD je pogosto stanje pri otrocih, pri katerih nepretrgana prekomerna aktivnost in zelo omejena pozornost motita njihovo vzgojo in socialni razvoj. Učinkovitost je dokazana skozi mnoge kontrole. Motnje dopaminske poti so verjetno osnova simptomatike ADHD, vendar je mehanizem aktivnosti dopamina nejasen. 
Narkolepsija je omejujoče stanje, verjetno oblika epilepsije. Bolnik nenadoma in nenapovedljivo zaspi ob različnih časih tekom dneva. Amfetamin je koristen, vendar ni popolnoma učinkovit. 
Kot zaviralci apetita za zdravljenje debelosti pri človeku so se amfetaminski derivati izkazali za dokaj neučinkovite. Opustili so jih zaradi težnje povzročanja pljučne hipertenzije. Ta je bila lahko tako resna, da je bila potrebna presaditev pljuč. 
Klinična uporaba amfetamina je zmanjšana zaradi mnogih neželenih učinkov, vključno s hipertenzijo, nespečnostjo, anoreksijo, tremorjem, tveganjem poslabšanja shizofrenije in nastanka odvisnosti. 
Nenadna smrt se je zgodila pri uživalcih ekstazija, čeprav po enem, zmernem odmerku. 
Droga lahko povzroči stanje, ki spominja na vročinski udar, povezano s poškodbo mišic in ledvično odpovedjo. Lahko povzroči tudi neprimerno izločanje antidiuretičnega hormona. To vodi v žejo, prekomerno hidracijo in hiponatriemijo (zastrupitev z vodo). Pri uživanju amfetaminov so poročali tudi o možganski krvavitvi, verjetno zaradi akutnega povišanja krvnega tlaka. 
Dokazano je, da je stalna uporaba amfetaminov povezana z dolgotrajnimi psihološkimi učinki, vključno s psihotičnimi simptomi, anksioznostjo, depresijo in s kognitivnim upadom. Interpretacija je težavna zaradi dejstva, da uživalci jemljejo več različnih drog. Povezava lahko odseva povečano uporabo droge pri psihološko motenih osebnostih bolj kot pozne psihološke učinke droge. Amfetamin povzroča dolgotrajne poškodbe. 

## Povzetek
Glavni učinki so povečana motorična aktivnost, evforija in vznemirjenje ter anoreksija. S podaljšanim uživanjem se razvije stereotipno in psihotično vedenje. 
Učinki se zgodijo zaradi sproščanja kateholaminov, posebno noradrenalina in dopamina. Stimulatoren učinek traja nekaj ur. Sledita mu depresija in anksioznost. 
Toleranca na stimulatorne učinke se razvije zelo hitro, čeprav lahko periferni simpatomimetični  učinki perzistirajo.
Amfetamini so uporabni pri zdravljenju narkolepsije in (paradoksno)! za nadzor hiperkinetičnih otrok. 
Ne uporabljajo jih več kot zaviralcev apetita zaradi tveganja pljučne hipertenzije.
Amfetaminska psihoza, ki zelo spominja na shizofrenijo, se lahko razvije pri prolongirani uporabi.